# طواف سانتوس للسيدات 2023
طواف سانتوس للسيدات 2023 (بالإنجليزية: 2023 Women's Tour Down Under)‏ هو سباق دراجات هوائية، وهو الموسم الخامس عشر من طواف سانتوس للسيدات ‏، وأقيم خلال الفترة من 15 يناير 2023، وحتى 17 يناير 2023، وشارك فيه  77 متسابقاً ووصل إلى نهايته  72 متسابقاً.
فاز بالمركز الأول وفي ترتيب النقاط، وتصدر تصنيف طواف العالم غريس براون، وفاز بالمركز الثاني وفي تصنيف الجبال أماندا سبرات، وفاز بالمركز الثالث جورجيا وليامز، وفاز في ترتيب النقاط للشباب Henrietta Christie ‏، وفاز في ترتيب الفرق EF Education–Tibco–SVB ‏.

## الفرق
| فرق سيدات عالمية (6)- EF Education–Tibco–SVB ‏ - FDJ–Suez ‏ - رالي سايكلنج 2023 ‏ - فريق كوجياس ميتلر لوك برو للدراجات ‏ - Liv AlUla Jayco ‏ - Lidl–Trek (women's team) ‏ فرق دراجات قارية سيدات (5)- Ara-Skip Capital‏ - 2023 BridgeLane ‏ - تيم كوب هايتك بوردكتس ‏ - St. Michel–Preference Home–Auber93 (women's team) ‏ - Zaaf Cycling Team ‏ فرق وطنية (2)- فريق أستراليا لركوب الدراجات للسيدات‏ - فريق نيوزيلندا لركوب الدراجات للسيدات‏ |  |
| |  |

## المراحل
| قائمة المراحل | قائمة المراحل | قائمة المراحل                                          | قائمة المراحل | قائمة المراحل | قائمة المراحل    | قائمة المراحل    |
| المرحلة       | التاريخ       | الدورة                                                 |               | المسافة (كم)  | الفائز بالمرحلة  | القائد العام     |
| ------------- | ------------- | ------------------------------------------------------ | ------------- | ------------- | ---------------- | ---------------- |
| المرحلة 1     | 15 يناير      | Glenelg, South Australia ‏ – Aldinga, South Australia ‏  | مرحلة مستوية  | 110٫4         | Daria Pikulik ‏   | Daria Pikulik ‏   |
| المرحلة 2     | 16 يناير      | Birdwood, South Australia ‏ – Uraidla, South Australia ‏ | مرحلة التلال  | 90            | Alexandra Manly ‏ | Alexandra Manly ‏ |
| المرحلة 3     | 17 يناير      | أديلايد – Campbelltown, South Australia ‏               | مرحلة التلال  | 93٫2          | غريس براون       | غريس براون       |

## النتيجة

### مرحلة 1
هي مرحلة مستوية، أقيمت في 15 يناير 2023، وامتدّت لمسافة 110.4 كيلومتر. فاز بالمركز الأول، وتصدر ترتيب النقاط والترتيب العام في نهاية المرحلة Daria Pikulik ‏، وتصدر ترتيب الفرق Lidl–Trek (women's team) ‏، وتصدر ترتيب التسلق غلاديس فيرهلست ‏، وتصدر ترتيب النقاط للشباب Ally Wollaston ‏.
| التصنيف العام          | التصنيف العام        | التصنيف العام                          | التصنيف العام | التصنيف العام |
| المتسابقة              | المتسابقة            | الفريق                                 | الوقت         |               |
| ---------------------- | -------------------- | -------------------------------------- | ------------- | ------------- |
| 1                      | Daria Pikulik ‏       | رالي سايكلنج ‏                          | 3 س 02 د 51 ث |               |
| 2                      | Clara Copponi ‏       | FDJ–Suez ‏                              | + 4 ث         |               |
| 3                      | جورجيا بيكر          | Liv AlUla Jayco ‏                       | + 6 ث         |               |
| 4                      | غريس براون           | FDJ–Suez ‏                              | + 7 ث         |               |
| 5                      | Alexandra Manly ‏     | Liv AlUla Jayco ‏                       | + 8 ث         |               |
| 6                      | Ruby Roseman-Gannon ‏ | Liv AlUla Jayco ‏                       | + 9 ث         |               |
| 7                      | Maggie Coles-Lyster ‏ | Zaaf Cycling Team ‏                     | + 10 ث        |               |
| 8                      | أماندا سبرات         | Lidl–Trek (women's team) ‏              | + 10 ث        |               |
| 9                      | Ally Wollaston ‏      | فريق نيوزيلندا لركوب الدراجات للسيدات ‏ | + 10 ث        |               |
| 10                     | Kaia Schmid ‏         | رالي سايكلنج ‏                          | + 10 ث        |               |
|                        |                      |                                        |               |               |
| مصدر: Cycling Quotient |                      |                                        |               |               |

### مرحلة 2
هي مرحلة جبلية، أقيمت في 16 يناير 2023، وامتدّت لمسافة 90 كيلومتر. فاز بالمركز الأول، وتصدر ترتيب النقاط والترتيب العام في نهاية المرحلة Alexandra Manly ‏، وتصدر ترتيب الفرق EF Education–Tibco–SVB ‏، وتصدر ترتيب النقاط للشباب Henrietta Christie ‏، وتصدر ترتيب التسلق أماندا سبرات.
| التصنيف العام | التصنيف العام          | التصنيف العام                         | التصنيف العام | التصنيف العام |
| المتسابقة     | المتسابقة              | الفريق                                | الوقت         |               |
| ------------- | ---------------------- | ------------------------------------- | ------------- | ------------- |
| 1             | Alexandra Manly ‏       | Liv AlUla Jayco ‏                      | 5 س 26 د 20 ث |               |
| 2             | جورجيا وليامز          | EF Education–Tibco–SVB ‏               | + 8 ث         |               |
| 3             | غريس براون             | FDJ–Suez ‏                             | + 8 ث         |               |
| 4             | Ruby Roseman-Gannon ‏   | Liv AlUla Jayco ‏                      | + 13 ث        |               |
| 5             | أماندا سبرات           | Lidl–Trek (women's team) ‏             | + 14 ث        |               |
| 6             | Nicole Frain ‏          | فريق أستراليا لركوب الدراجات للسيدات ‏ | + 14 ث        |               |
| 7             | Loes Adegeest ‏         | FDJ–Suez ‏                             | + 14 ث        |               |
| 8             | كريستابل دوبيل هيكوك   | EF Education–Tibco–SVB ‏               | + 14 ث        |               |
| 9             | Nina Buijsman ‏         | رالي سايكلنج ‏                         | + 16 ث        |               |
| 10            | Danielle De Francesco ‏ | Zaaf Cycling Team ‏                    | + 20 ث        |               |
|               |                        |                                       |               |               |
|               |                        |                                       |               |               |

### مرحلة 3
هي مرحلة جبلية، أقيمت في 17 يناير 2023، وامتدّت لمسافة 93.2 كيلومتر. فاز بالمركز الأول، وتصدر الترتيب العام في نهاية المرحلة وترتيب النقاط غريس براون، وتصدر ترتيب النقاط للشباب Henrietta Christie ‏، وتصدر ترتيب الفرق EF Education–Tibco–SVB ‏، وتصدر ترتيب التسلق أماندا سبرات.

## المشاركون
| Liv AlUla Jayco ‏ BEX | Liv AlUla Jayco ‏ BEX | Liv AlUla Jayco ‏ BEX |
| -------------------- | -------------------- | -------------------- |
| م                    | عداء                 | مرتبة                |
| 1                    | Ruby Roseman-Gannon ‏ | 4                    |
| 2                    | Alexandra Manly ‏     | 11                   |
| 3                    | Amber Pate ‏          | 31                   |
| 4                    | جورجيا بيكر          | 55                   |
| 5                    | Georgie Howe ‏        | 21                   |
| 6                    | جيسيكا ألين          | 62                   |

| Lidl–Trek (women's team) ‏ TFS | Lidl–Trek (women's team) ‏ TFS | Lidl–Trek (women's team) ‏ TFS |
| ----------------------------- | ----------------------------- | ----------------------------- |
| م                             | عداء                          | مرتبة                         |
| 11                            | أماندا سبرات                  | 2                             |
| 12                            | Lauretta Hanson ‏              | 53                            |
| 13                            | برودي شابمان (طريق)           | 20                            |
| 14                            | تايلر وايلز                   | 67                            |
| 15                            | ليزا كلاين                    | 58                            |
| 16                            | Ilaria Sanguineti ‏            | 65                            |

| FDJ–Suez ‏ FST | FDJ–Suez ‏ FST     | FDJ–Suez ‏ FST |
| ------------- | ----------------- | ------------- |
| م             | عداء              | مرتبة         |
| 21            | غريس براون        | 1             |
| 22            | Loes Adegeest ‏    | 12            |
| 23            | Clara Copponi ‏    | 37            |
| 24            | أوجيني دوفال      | 17            |
| 25            | Victorie Guilman ‏ | 18            |
| 26            | غلاديس فيرهلست ‏   | 38            |

| رالي سايكلنج ‏ HPW | رالي سايكلنج ‏ HPW   | رالي سايكلنج ‏ HPW |
| ----------------- | ------------------- | ----------------- |
| م                 | عداء                | مرتبة             |
| 31                | ليلي وليامز         | 60                |
| 32                | Daria Pikulik ‏      | 44                |
| 33                | Antri Christoforou ‏ | 47                |
| 34                | Kaia Schmid ‏        | 22                |
| 35                | Henrietta Christie ‏ | 7                 |
| 36                | Nina Buijsman ‏      | 13                |

| فريق كوجياس ميتلر لوك برو للدراجات ‏ CGS | فريق كوجياس ميتلر لوك برو للدراجات ‏ CGS | فريق كوجياس ميتلر لوك برو للدراجات ‏ CGS |
| --------------------------------------- | --------------------------------------- | --------------------------------------- |
| م                                       | عداء                                    | مرتبة                                   |
| 41                                      | كارولين باور (طريق)                     | 41                                      |
| 42                                      | Silvia Magri ‏                           | 56                                      |
| 43                                      | Mia Griffin ‏                            | 42                                      |
| 44                                      | Nguyễn Thị Thật ‏ (طريق)                 | لم يكمل السباق-2                        |
| 45                                      | Claire Steels ‏                          | 15                                      |
| 46                                      | إيلينا بيروني                           | 51                                      |

| EF Education–Tibco–SVB ‏ TIB | EF Education–Tibco–SVB ‏ TIB | EF Education–Tibco–SVB ‏ TIB |
| --------------------------- | --------------------------- | --------------------------- |
| م                           | عداء                        | مرتبة                       |
| 51                          | لورين ستيفنز                | 54                          |
| 52                          | Emma Langley ‏ (طريق)        | لم يبدأ-1                   |
| 53                          | كريستابل دوبيل هيكوك        | 5                           |
| 54                          | Abi Smith ‏                  | 10                          |
| 55                          | جورجيا وليامز               | 3                           |

| St. Michel–Preference Home–Auber93 (women's team) ‏ AUB | St. Michel–Preference Home–Auber93 (women's team) ‏ AUB | St. Michel–Preference Home–Auber93 (women's team) ‏ AUB |
| ------------------------------------------------------ | ------------------------------------------------------ | ------------------------------------------------------ |
| م                                                      | عداء                                                   | مرتبة                                                  |
| 61                                                     | روكسان فورنييه                                         | 49                                                     |
| 62                                                     | Coralie Demay ‏                                         | 19                                                     |
| 63                                                     | Simone Boilard ‏                                        | لم يبدأ-2                                              |
| 64                                                     | Dilyxine Miermont ‏                                     | 30                                                     |
| 65                                                     | Sandrine Bideau ‏                                       | 59                                                     |
| 66                                                     | Camille Fahy ‏                                          | 34                                                     |

| تيم كوب هايتك بوردكتس ‏ HPU | تيم كوب هايتك بوردكتس ‏ HPU | تيم كوب هايتك بوردكتس ‏ HPU |
| -------------------------- | -------------------------- | -------------------------- |
| م                          | عداء                       | مرتبة                      |
| 71                         | NOR                        | 39                         |
| 72                         | Josie Nelson ‏              | 29                         |
| 73                         | Tiril Jørgensen ‏           | 45                         |
| 74                         | Sylvie Swinkels ‏           | 70                         |
| 75                         | Kerry Jonker ‏              | 66                         |
| 76                         | Georgia Danford‏            | 69                         |

| Zaaf Cycling Team ‏ ZAF | Zaaf Cycling Team ‏ ZAF      | Zaaf Cycling Team ‏ ZAF |
| ---------------------- | --------------------------- | ---------------------- |
| م                      | عداء                        | مرتبة                  |
| 81                     | Danielle De Francesco ‏      | 6                      |
| 82                     | Elizabeth Stannard ‏         | لم يبدأ-1              |
| 83                     | Nikola Nosková ‏             | 14                     |
| 84                     | ميشيلا دراموند              | 27                     |
| 85                     | Debora Silvestri ‏           | 35                     |
| 86                     | Maggie Coles-Lyster ‏ (طريق) | 26                     |

| Ara-Skip Capital‏ ARA | Ara-Skip Capital‏ ARA | Ara-Skip Capital‏ ARA |
| -------------------- | -------------------- | -------------------- |
| م                    | عداء                 | مرتبة                |
| 91                   | Sophie Edwards ‏      | 25                   |
| 92                   | Alisha Wells‏         | 50                   |
| 93                   | Isabelle Carnes‏      | 36                   |
| 94                   | AUS                  | 52                   |
| 95                   | Georgia Whitehouse‏   | 63                   |
| 96                   | Rachael Wales‏        | 28                   |

| Team BridgeLane ‏ TBL | Team BridgeLane ‏ TBL | Team BridgeLane ‏ TBL |
| -------------------- | -------------------- | -------------------- |
| م                    | عداء                 | مرتبة                |
| 101                  | Emily Watts ‏         | 71                   |
| 102                  | Gina Ricardo‏         | 33                   |
| 103                  | Jess Pratt ‏          | 40                   |
| 104                  | Keely Bennett‏        | لم يكمل السباق-1     |
| 105                  | Lillee Pollock‏       | 61                   |
| 106                  | Mia Hayden‏           | 24                   |

| فريق أستراليا لركوب الدراجات للسيدات‏ AUS | فريق أستراليا لركوب الدراجات للسيدات‏ AUS | فريق أستراليا لركوب الدراجات للسيدات‏ AUS |
| ---------------------------------------- | ---------------------------------------- | ---------------------------------------- |
| م                                        | عداء                                     | مرتبة                                    |
| 111                                      | Nicole Frain ‏                            | 16                                       |
| 112                                      | Rachel Neylan ‏                           | 9                                        |
| 113                                      | Josie Talbot ‏ (طريق)                     | 43                                       |
| 114                                      | Anya Louw ‏                               | 57                                       |
| 115                                      | Haylee Fuller‏                            | 68                                       |
| 116                                      | Alli Anderson‏                            | 46                                       |

| فريق نيوزيلندا لركوب الدراجات للسيدات‏ NZL | فريق نيوزيلندا لركوب الدراجات للسيدات‏ NZL | فريق نيوزيلندا لركوب الدراجات للسيدات‏ NZL |
| ----------------------------------------- | ----------------------------------------- | ----------------------------------------- |
| م                                         | عداء                                      | مرتبة                                     |
| 121                                       | Ally Wollaston ‏                           | 23                                        |
| 122                                       | برايوني بوتا                              | 48                                        |
| 123                                       | Ella Wyllie ‏                              | 8                                         |
| 124                                       | Prudence Fowler ‏                          | 72                                        |
| 125                                       | Rylee McMullen‏                            | 32                                        |
| 126                                       | Annamarie Lipp‏                            | 64                                        |

| Liv AlUla Jayco ‏ BEX | Liv AlUla Jayco ‏ BEX | Liv AlUla Jayco ‏ BEX |
| -------------------- | -------------------- | -------------------- |
| م                    | عداء                 | مرتبة                |
| 1                    | Ruby Roseman-Gannon ‏ | 4                    |
| 2                    | Alexandra Manly ‏     | 11                   |
| 3                    | Amber Pate ‏          | 31                   |
| 4                    | جورجيا بيكر          | 55                   |
| 5                    | Georgie Howe ‏        | 21                   |
| 6                    | جيسيكا ألين          | 62                   |

| Lidl–Trek (women's team) ‏ TFS | Lidl–Trek (women's team) ‏ TFS | Lidl–Trek (women's team) ‏ TFS |
| ----------------------------- | ----------------------------- | ----------------------------- |
| م                             | عداء                          | مرتبة                         |
| 11                            | أماندا سبرات                  | 2                             |
| 12                            | Lauretta Hanson ‏              | 53                            |
| 13                            | برودي شابمان (طريق)           | 20                            |
| 14                            | تايلر وايلز                   | 67                            |
| 15                            | ليزا كلاين                    | 58                            |
| 16                            | Ilaria Sanguineti ‏            | 65                            |

| FDJ–Suez ‏ FST | FDJ–Suez ‏ FST     | FDJ–Suez ‏ FST |
| ------------- | ----------------- | ------------- |
| م             | عداء              | مرتبة         |
| 21            | غريس براون        | 1             |
| 22            | Loes Adegeest ‏    | 12            |
| 23            | Clara Copponi ‏    | 37            |
| 24            | أوجيني دوفال      | 17            |
| 25            | Victorie Guilman ‏ | 18            |
| 26            | غلاديس فيرهلست ‏   | 38            |

| رالي سايكلنج ‏ HPW | رالي سايكلنج ‏ HPW   | رالي سايكلنج ‏ HPW |
| ----------------- | ------------------- | ----------------- |
| م                 | عداء                | مرتبة             |
| 31                | ليلي وليامز         | 60                |
| 32                | Daria Pikulik ‏      | 44                |
| 33                | Antri Christoforou ‏ | 47                |
| 34                | Kaia Schmid ‏        | 22                |
| 35                | Henrietta Christie ‏ | 7                 |
| 36                | Nina Buijsman ‏      | 13                |

| فريق كوجياس ميتلر لوك برو للدراجات ‏ CGS | فريق كوجياس ميتلر لوك برو للدراجات ‏ CGS | فريق كوجياس ميتلر لوك برو للدراجات ‏ CGS |
| --------------------------------------- | --------------------------------------- | --------------------------------------- |
| م                                       | عداء                                    | مرتبة                                   |
| 41                                      | كارولين باور (طريق)                     | 41                                      |
| 42                                      | Silvia Magri ‏                           | 56                                      |
| 43                                      | Mia Griffin ‏                            | 42                                      |
| 44                                      | Nguyễn Thị Thật ‏ (طريق)                 | لم يكمل السباق-2                        |
| 45                                      | Claire Steels ‏                          | 15                                      |
| 46                                      | إيلينا بيروني                           | 51                                      |

| EF Education–Tibco–SVB ‏ TIB | EF Education–Tibco–SVB ‏ TIB | EF Education–Tibco–SVB ‏ TIB |
| --------------------------- | --------------------------- | --------------------------- |
| م                           | عداء                        | مرتبة                       |
| 51                          | لورين ستيفنز                | 54                          |
| 52                          | Emma Langley ‏ (طريق)        | لم يبدأ-1                   |
| 53                          | كريستابل دوبيل هيكوك        | 5                           |
| 54                          | Abi Smith ‏                  | 10                          |
| 55                          | جورجيا وليامز               | 3                           |

| St. Michel–Preference Home–Auber93 (women's team) ‏ AUB | St. Michel–Preference Home–Auber93 (women's team) ‏ AUB | St. Michel–Preference Home–Auber93 (women's team) ‏ AUB |
| ------------------------------------------------------ | ------------------------------------------------------ | ------------------------------------------------------ |
| م                                                      | عداء                                                   | مرتبة                                                  |
| 61                                                     | روكسان فورنييه                                         | 49                                                     |
| 62                                                     | Coralie Demay ‏                                         | 19                                                     |
| 63                                                     | Simone Boilard ‏                                        | لم يبدأ-2                                              |
| 64                                                     | Dilyxine Miermont ‏                                     | 30                                                     |
| 65                                                     | Sandrine Bideau ‏                                       | 59                                                     |
| 66                                                     | Camille Fahy ‏                                          | 34                                                     |

| تيم كوب هايتك بوردكتس ‏ HPU | تيم كوب هايتك بوردكتس ‏ HPU | تيم كوب هايتك بوردكتس ‏ HPU |
| -------------------------- | -------------------------- | -------------------------- |
| م                          | عداء                       | مرتبة                      |
| 71                         | NOR                        | 39                         |
| 72                         | Josie Nelson ‏              | 29                         |
| 73                         | Tiril Jørgensen ‏           | 45                         |
| 74                         | Sylvie Swinkels ‏           | 70                         |
| 75                         | Kerry Jonker ‏              | 66                         |
| 76                         | Georgia Danford‏            | 69                         |

| Zaaf Cycling Team ‏ ZAF | Zaaf Cycling Team ‏ ZAF      | Zaaf Cycling Team ‏ ZAF |
| ---------------------- | --------------------------- | ---------------------- |
| م                      | عداء                        | مرتبة                  |
| 81                     | Danielle De Francesco ‏      | 6                      |
| 82                     | Elizabeth Stannard ‏         | لم يبدأ-1              |
| 83                     | Nikola Nosková ‏             | 14                     |
| 84                     | ميشيلا دراموند              | 27                     |
| 85                     | Debora Silvestri ‏           | 35                     |
| 86                     | Maggie Coles-Lyster ‏ (طريق) | 26                     |

| Ara-Skip Capital‏ ARA | Ara-Skip Capital‏ ARA | Ara-Skip Capital‏ ARA |
| -------------------- | -------------------- | -------------------- |
| م                    | عداء                 | مرتبة                |
| 91                   | Sophie Edwards ‏      | 25                   |
| 92                   | Alisha Wells‏         | 50                   |
| 93                   | Isabelle Carnes‏      | 36                   |
| 94                   | AUS                  | 52                   |
| 95                   | Georgia Whitehouse‏   | 63                   |
| 96                   | Rachael Wales‏        | 28                   |

| Team BridgeLane ‏ TBL | Team BridgeLane ‏ TBL | Team BridgeLane ‏ TBL |
| -------------------- | -------------------- | -------------------- |
| م                    | عداء                 | مرتبة                |
| 101                  | Emily Watts ‏         | 71                   |
| 102                  | Gina Ricardo‏         | 33                   |
| 103                  | Jess Pratt ‏          | 40                   |
| 104                  | Keely Bennett‏        | لم يكمل السباق-1     |
| 105                  | Lillee Pollock‏       | 61                   |
| 106                  | Mia Hayden‏           | 24                   |

| فريق أستراليا لركوب الدراجات للسيدات‏ AUS | فريق أستراليا لركوب الدراجات للسيدات‏ AUS | فريق أستراليا لركوب الدراجات للسيدات‏ AUS |
| ---------------------------------------- | ---------------------------------------- | ---------------------------------------- |
| م                                        | عداء                                     | مرتبة                                    |
| 111                                      | Nicole Frain ‏                            | 16                                       |
| 112                                      | Rachel Neylan ‏                           | 9                                        |
| 113                                      | Josie Talbot ‏ (طريق)                     | 43                                       |
| 114                                      | Anya Louw ‏                               | 57                                       |
| 115                                      | Haylee Fuller‏                            | 68                                       |
| 116                                      | Alli Anderson‏                            | 46                                       |

| فريق نيوزيلندا لركوب الدراجات للسيدات‏ NZL | فريق نيوزيلندا لركوب الدراجات للسيدات‏ NZL | فريق نيوزيلندا لركوب الدراجات للسيدات‏ NZL |
| ----------------------------------------- | ----------------------------------------- | ----------------------------------------- |
| م                                         | عداء                                      | مرتبة                                     |
| 121                                       | Ally Wollaston ‏                           | 23                                        |
| 122                                       | برايوني بوتا                              | 48                                        |
| 123                                       | Ella Wyllie ‏                              | 8                                         |
| 124                                       | Prudence Fowler ‏                          | 72                                        |
| 125                                       | Rylee McMullen‏                            | 32                                        |
| 126                                       | Annamarie Lipp‏                            | 64                                        |

## التصنيف العام النهائي
| التصنيف العام | التصنيف العام          | التصنيف العام                          | التصنيف العام | التصنيف العام |
| المتسابقة     | المتسابقة              | الفريق                                 | الوقت         |               |
| ------------- | ---------------------- | -------------------------------------- | ------------- | ------------- |
| 1             | غريس براون             | FDJ–Suez ‏                              | 8 س 03 د 29 ث |               |
| 2             | أماندا سبرات           | Lidl–Trek (women's team) ‏              | + 10 ث        |               |
| 3             | جورجيا وليامز          | EF Education–Tibco–SVB ‏                | + 19 ث        |               |
| 4             | Ruby Roseman-Gannon ‏   | Liv AlUla Jayco ‏                       | + 28 ث        |               |
| 5             | كريستابل دوبيل هيكوك   | EF Education–Tibco–SVB ‏                | + 29 ث        |               |
| 6             | Danielle De Francesco ‏ | Zaaf Cycling Team ‏                     | + 35 ث        |               |
| 7             | Henrietta Christie ‏    | رالي سايكلنج ‏                          | + 35 ث        |               |
| 8             | Ella Wyllie ‏           | فريق نيوزيلندا لركوب الدراجات للسيدات ‏ | + 35 ث        |               |
| 9             | Rachel Neylan ‏         | فريق أستراليا لركوب الدراجات للسيدات ‏  | + 35 ث        |               |
| 10            | Abi Smith ‏             | EF Education–Tibco–SVB ‏                | + 38 ث        |               |
|               |                        |                                        |               |               |
|               |                        |                                        |               |               |

### تصنيف النقاط
| تصنيف النقاط | تصنيف النقاط           | تصنيف النقاط                          | تصنيف النقاط | تصنيف النقاط |
| المتسابقة    | المتسابقة              | الفريق                                | النقاط       |              |
| ------------ | ---------------------- | ------------------------------------- | ------------ | ------------ |
| 1            | غريس براون             | FDJ–Suez ‏                             | 43 نقطة      |              |
| 2            | أماندا سبرات           | Lidl–Trek (women's team) ‏             | 41 نقطة      |              |
| 3            | جورجيا وليامز          | EF Education–Tibco–SVB ‏               | 41 نقطة      |              |
| 4            | Alexandra Manly ‏       | Liv AlUla Jayco ‏                      | 35 نقطة      |              |
| 5            | Danielle De Francesco ‏ | Zaaf Cycling Team ‏                    | 32 نقطة      |              |
| 6            | Daria Pikulik ‏         | رالي سايكلنج ‏                         | 31 نقطة      |              |
| 7            | Clara Copponi ‏         | FDJ–Suez ‏                             | 25 نقطة      |              |
| 8            | Nina Buijsman ‏         | رالي سايكلنج ‏                         | 24 نقطة      |              |
| 9            | جورجيا بيكر            | Liv AlUla Jayco ‏                      | 22 نقطة      |              |
| 10           | Nicole Frain ‏          | فريق أستراليا لركوب الدراجات للسيدات ‏ | 19 نقطة      |              |
|              |                        |                                       |              |              |
|              |                        |                                       |              |              |

### تصنيف الجبال
| تصنيف الجبال | تصنيف الجبال         | تصنيف الجبال                           | تصنيف الجبال | تصنيف الجبال |
| المتسابقة    | المتسابقة            | الفريق                                 | النقاط       |              |
| ------------ | -------------------- | -------------------------------------- | ------------ | ------------ |
| 1            | أماندا سبرات         | Lidl–Trek (women's team) ‏              | 20 نقطة      |              |
| 2            | غريس براون           | FDJ–Suez ‏                              | 12 نقطة      |              |
| 3            | غلاديس فيرهلست ‏      | FDJ–Suez ‏                              | 10 نقطة      |              |
| 4            | Claire Steels ‏       | فريق كوجياس ميتلر لوك برو للدراجات ‏    | 7 نقطة       |              |
| 5            | جورجيا وليامز        | EF Education–Tibco–SVB ‏                | 4 نقطة       |              |
| 6            | Ella Wyllie ‏         | فريق نيوزيلندا لركوب الدراجات للسيدات ‏ | 4 نقطة       |              |
| 7            | Rachel Neylan ‏       | فريق أستراليا لركوب الدراجات للسيدات ‏  | 3 نقطة       |              |
| 8            | Lauretta Hanson ‏     | Lidl–Trek (women's team) ‏              | 3 نقطة       |              |
| 9            | Henrietta Christie ‏  | رالي سايكلنج ‏                          | 2 نقطة       |              |
| 10           | Ruby Roseman-Gannon ‏ | Liv AlUla Jayco ‏                       | 1 نقطة       |              |
|              |                      |                                        |              |              |
|              |                      |                                        |              |              |

## تصانيف فرعية

### تصنيف أفضل شاب
| تصنيف أفضل شابة | تصنيف أفضل شابة     | تصنيف أفضل شابة                                    | تصنيف أفضل شابة | تصنيف أفضل شابة |
| المتسابقة       | المتسابقة           | الفريق                                             | الوقت           |                 |
| --------------- | ------------------- | -------------------------------------------------- | --------------- | --------------- |
| 1               | Henrietta Christie ‏ | رالي سايكلنج ‏                                      | 8 س 04 د 04 ث   |                 |
| 2               | Ella Wyllie ‏        | فريق نيوزيلندا لركوب الدراجات للسيدات ‏             | + 0 ث           |                 |
| 3               | Abi Smith ‏          | EF Education–Tibco–SVB ‏                            | + 3 ث           |                 |
| 4               | Kaia Schmid ‏        | رالي سايكلنج ‏                                      | + 3 د 22 ث      |                 |
| 5               | Ally Wollaston ‏     | فريق نيوزيلندا لركوب الدراجات للسيدات ‏             | + 3 د 22 ث      |                 |
| 6               | Mia Hayden ‏         | BridgeLane ‏                                        | + 3 د 24 ث      |                 |
| 7               | Josie Nelson ‏       | تيم كوب هايتك بوردكتس ‏                             | + 5 د 28 ث      |                 |
| 8               | Camille Fahy ‏       | St. Michel–Preference Home–Auber93 (women's team) ‏ | + 7 د 17 ث      |                 |
| 9               | Isabelle Carnes ‏    | Ara-Skip Capital ‏                                  | + 7 د 47 ث      |                 |
| 10              | النرويج             | تيم كوب هايتك بوردكتس ‏                             | + 9 د 25 ث      |                 |
|                 |                     |                                                    |                 |                 |
|                 |                     |                                                    |                 |                 |